# Talitha Borealis
Talitha Borealis (ι Ursae Majoris / ι UMa / 9 Ursae Majoris) es la novena estrella más brillante en la constelación de la Osa Mayor, con magnitud aparente +3,12. Su nombre proviene tanto del árabe como del latín. La palabra Talitha («tercero») proviene del árabe y hace referencia al «tercer salto», ya que para los antiguos árabes, las estrellas que nosotros asociamos con las patas de la osa eran las huellas de gacelas saltando. La palabra Borealis, proveniente del latín, alude a su condición de estrella del norte, para diferenciarla de Talitha Australis (κ Ursae Majoris), situada al sur.
Talitha Borealis es un sistema estelar relativamente próximo, a 47,7 años luz de la Tierra. Talitha Borealis A, la componente principal, es una estrella blanca de 8165 K de temperatura. No se sabe con certeza si aún se encuentra en la secuencia principal o si, por el contrario, habiéndola abandonado ya, es una subgigante. Generalmente considerada de tipo espectral A7 IV, brilla con una luminosidad 9 veces mayor que la luminosidad solar. Asimismo, constituye una binaria espectroscópica cuyas componentes tienen un período orbital de 4028 días.
A una distancia media de 132 UA, con un período orbital de 818 años, se encuentra una segunda estrella binaria, sus componentes denominadas Talitha Borealis B y Talitha Borealis C. Ambas son enanas rojas de tipo espectral M1 V, separadas 10 UA y su período orbital es de 39,7 años.